# Yaakov Dori
Pour les articles homonymes, voir Dori.
Yaakov Dori (de son vrai nom Dostrovski) (né le 8 octobre 1899 à Odessa et décédé à Haïfa le  22 janvier 1973), général et ingénieur israélien,  fut le dernier commandant de la Haganah et premier chef d'état major interarmées de l' Etat d'Israël, au rang de " rav aluf " (équivalent du grade de général de corps d'armée). 

## Biographie
Yaakov Dori naît en 1899 à Odessa dans l'Empire russe (aujourd'hui en Ukraine), sous le nom Yakov Dostrovski. Il émigre avec sa famille en Palestine en 1905 à la suite des pogroms contre les Juifs dans sa ville natale. Il fait partie de la première promotion de l'École Réali (Lycée réel) à Haïfa. Dostrovski s'engage comme volontaire en 1917 dans les rangs de la Légion juive , lors de la première guerre mondiale. Lors des émeutes de mai 1921, il défend, au sein de la Haganah, Tel Aviv et les quartiers juifs de Jaffa contre les émeutiers arabes de Jaffa. Il devient connu sous les noms de combattant  " Dani " et " Egoz ". Avec la dissolution des bataillons, il part à l'étranger, en Belgique, pour suivre sa formation d'ingénieur au sein de l'Université de Gand. Après son retour, en 1926, il s'adonne aux affaires sécuritaires et à l'organisation interne de la Haganah à Haïfa.
Il encourage alors le développement de techniques d'apprentissage et des cours de formation des cadres, qui seront les officiers de l'Armée israélienne. Il dirige un programme d'éducation physique en vue de la préparation militaire des jeunes lycéens de l'École Réali ; ce programme  s'étendra plus tard à tout le pays et s'appellera " Gadna " . Il est aussi nommé responsable du domaine éducatif de la Haganah puis chef du commandement général, en 1938. Le 14 mai 1948, l'Etat d'Israël est créé à la suite de la déclaration d'indépendance proclamée par David Ben Gourion, lue dans une des salles du Musée des Beaux Arts de Tel  Aviv et la Haganah devient alors la base constituante de  l'Armée de Défense d'Israël (en initiales hébraïques : TSAHAL), officiellement créée le 26 mai 1948 par ordonnance du gouvernement provisoire israélien. Il remplit alors les fonctions de premier chef d'état major interarmées de Tsahal jusqu'en novembre 1949. À la demande du chef du gouvernement provisoire israélien, comme la plupart de l'élite civile et militaire du pays, Yaakov Dostrovski dut changer son nom de famille en un nom hébraïque : Dori.
De 1951 à 1965, il est nommé Président du Technion à Haïfa. Yaacov Dori a fait partie de la commission Olshan-Dori qui a enquêté sur l'Affaire Lavon.
Après l'exclusion de David Ben Gourion de son parti Mapai, Dori le suivit dans sa nouvelle formation politique Rafi et fut, pour une période, conseiller  municipal de Haifa puis maire adjoint de la ville.Yaacov Dori a été marié à une professeure, Badana, née Pintov, originaire de la localité de Kurenetz en Ukraine. Son fils, le général de brigade Yerakhmiel Dori, a été le commandant du Génie de l'armée de terre. Sa fille, Etana Padan, est biochimiste, professeur à l'Université hébraïque de Jérusalem au département d'écologie microbiale.
Il décède le 22 janvier 1973 à Haïfa. 
En sa mémoire,  un camp militaire à Tel Hashomer et des rues -  dans le quartier Ahuza à Haïfa, également à Beer Sheva et dans d'autres villes - ont reçu son nom.